# Michel Ciment
Michel Ciment (Parigi, 26 maggio 1938 – Parigi, 13 novembre 2023) è stato uno scrittore, giornalista e critico cinematografico francese.

## Biografia
Ciment fu membro del comitato di redazione della rivista Positif, di cui divenne anche direttore, e collaborò con Le Monde, L'Express e Sight & Sound.
Fu ricercatore presso l'università Paris VII. 
Collaborò alla produzione di programmi radiofonici per Radio France Culture. Pubblicò numerose monografie e interviste sul cinema. In particolare si occupò di Francesco Rosi, Erich Von Stroheim, Joseph Losey, Stanley Kubrick, Elia Kazan, John Boorman, Theo Angelopoulos, Abbas Kiarostami, Fritz Lang e in genere di cinema americano.

## Rapporto con i Cahiers du cinéma
Marcos Uzal dedica l'editoriale di dicembre 2023 dei Cahiers du cinéma a Michel Ciment, a chi per sessant'anni fu l'avversario autoproclamato della rivista «culla della Nouvelle Vague nonché punto di riferimento per gli autori, i critici e i teorici del cosiddetto nuovo cinema internazionale degli anni Sessanta». Nell'editoriale stesso è scritto che non si tratta né di necrologio né di vendetta, bensì del prolungamento di ciò che egli amava di più, la sua interminabile disputa nella forma che amava, l'editoriale. La prima stoccata del critico fu una lettera inviata ai Cahiers nel marzo 1958 (n° 81) dove egli si meravigliava del disprezzo dimostrato dalla rivista per Akira Kurosawa il cui film,  L'Idiota , veniva invece  valutato sublime. Uzai scrive che Ciment ha ragione e che all'epoca i Cahiers disprezzavano troppo Kurosawa. L'articolo termina augurandosi che la malinconia non impedisca a coloro che verranno che la storia continui.
Nel 2014 Cahiers du cinéma aveva edito il libro di Michel Ciment  su Jane Campion.

## Opere in lingua italiana
- Kubrick, trad. Lorenzo Codelli, Milano Libri, Milano 1981; n. ed. Mondadori Milano 1997; n. ed. (con trad. aggiunte di Marina Panatero) Rizzoli, Milano 1999; ivi 2007 ISBN 978-88-17-01547-9
- Il libro di Losey: un dialogo autobiografico, trad. Lorenzo Codelli, Bulzoni, Roma 1983
- Dizionario del cinema americano (a cura di, con Jean-Loup Passek), trad. di Enrico Lancia, Gremese, Roma 1993; n. ed. aumentata, ivi 1998
- Dossier Rosi, trad. di Lorenzo Codelli, Il Castoro, Milano / Museo Nazionale del Cinema, Torino 2008